# Khúc côn cầu trên băng tại Thế vận hội Mùa đông 2018 - Đội hình nữ
Dưới đây là danh sách cầu thủ của các nước tham dự giải khúc côn cầu trên băng nữ Thế vận hội Mùa đông 2018.

## Bảng A

### Canada
Dưới đây là đội hình Canada tham dự giải khúc côn cầu trên băng nữ tại Thế vận hội Mùa đông 2018. 
Huấn luyện viên trưởng:  Laura Schuler     Trợ lý huấn luyện viên:  Dwayne Gylywoychuk,  Troy Ryan
| Số | Vị trí | Tên                     | Chiều cao           | Cân nặng       | Ngày sinh            | Nơi sinh                 | Câu lạc bộ               |
| -- | ------ | ----------------------- | ------------------- | -------------- | -------------------- | ------------------------ | ------------------------ |
| 1  | G      | Shannon Szabados        | 5 ft 8 in (1,73 m)  | 141 lb (64 kg) | 6 tháng 8 năm 1986   | Edmonton                 | Đội tuyển quốc gia       |
| 2  | F      | Meghan Agosta – A       | 5 ft 7 in (1,70 m)  | 148 lb (67 kg) | 12 tháng 2 năm 1987  | Windsor, Ontario         | Đội tuyển quốc gia       |
| 3  | D      | Jocelyne Larocque – A   | 5 ft 6 in (1,68 m)  | 146 lb (66 kg) | 19 tháng 5 năm 1988  | Ste. Anne, Manitoba      | Markham Thunder (CWHL)   |
| 4  | D      | Brigette Lacquette      | 5 ft 6 in (1,68 m)  | 181 lb (82 kg) | 10 tháng 11 năm 1992 | Dauphin, Manitoba        | Calgary Inferno (CWHL)   |
| 5  | D      | Lauriane Rougeau        | 5 ft 8 in (1,73 m)  | 168 lb (76 kg) | 12 tháng 4 năm 1990  | Pointe-Claire, Quebec    | Les Canadiennes (CWHL)   |
| 6  | F      | Rebecca Johnston        | 5 ft 9 in (1,75 m)  | 148 lb (67 kg) | 24 tháng 9 năm 1989  | Sudbury, Ontario         | Calgary Inferno (CWHL)   |
| 7  | F      | Laura Stacey            | 5 ft 10 in (1,78 m) | 157 lb (71 kg) | 5 tháng 5 năm 1994   | Mississauga              | Markham Thunder (CWHL)   |
| 8  | D      | Laura Fortino           | 5 ft 4 in (1,63 m)  | 137 lb (62 kg) | 30 tháng 1 năm 1991  | Hamilton, Ontario        | Markham Thunder (CWHL)   |
| 9  | F      | Jenn Wakefield          | 5 ft 10 in (1,78 m) | 176 lb (80 kg) | 15 tháng 6 năm 1989  | Scarborough, Ontario     | Đội tuyển quốc gia       |
| 11 | F      | Jillian Saulnier        | 5 ft 5 in (1,65 m)  | 146 lb (66 kg) | 7 tháng 3 năm 1992   | Halifax, Nova Scotia     | Calgary Inferno (CWHL)   |
| 12 | D      | Meaghan Mikkelson       | 5 ft 9 in (1,75 m)  | 150 lb (68 kg) | 4 tháng 1 năm 1985   | Regina, Saskatchewan     | Calgary Inferno (CWHL)   |
| 14 | D      | Renata Fast             | 5 ft 6 in (1,68 m)  | 143 lb (65 kg) | 6 tháng 10 năm 1994  | Hamilton, Ontario        | Toronto Furies (CWHL)    |
| 15 | F      | Mélodie Daoust          | 5 ft 4 in (1,63 m)  | 157 lb (71 kg) | 7 tháng 1 năm 1992   | Valleyfield, Quebec      | Les Canadiennes (CWHL)   |
| 17 | F      | Bailey Bram             | 5 ft 8 in (1,73 m)  | 139 lb (63 kg) | 5 tháng 9 năm 1990   | Winnipeg                 | Calgary Inferno (CWHL)   |
| 19 | F      | Brianne Jenner – A      | 5 ft 9 in (1,75 m)  | 157 lb (71 kg) | 4 tháng 5 năm 1991   | Oakville, Ontario        | Calgary Inferno (CWHL)   |
| 20 | F      | Sarah Nurse             | 5 ft 9 in (1,75 m)  | 148 lb (67 kg) | 4 tháng 1 năm 1995   | Hamilton, Ontario        | Đại học Wisconsin (WCHA) |
| 21 | F      | Haley Irwin             | 5 ft 7 in (1,70 m)  | 170 lb (77 kg) | 6 tháng 6 năm 1988   | Thunder Bay, Ontario     | Calgary Inferno (CWHL)   |
| 24 | F      | Natalie Spooner         | 5 ft 10 in (1,78 m) | 181 lb (82 kg) | 17 tháng 10 năm 1990 | Scarborough, Ontario     | Toronto Furies (CWHL)    |
| 26 | F      | Emily Clark             | 5 ft 7 in (1,70 m)  | 134 lb (61 kg) | 28 tháng 11 năm 1995 | Saskatoon                | Đại học Wisconsin (WCHA) |
| 29 | F      | Marie-Philip Poulin – C | 5 ft 7 in (1,70 m)  | 161 lb (73 kg) | 28 tháng 3 năm 1991  | Thành phố Québec         | Les Canadiennes (CWHL)   |
| 31 | G      | Geneviève Lacasse       | 5 ft 8 in (1,73 m)  | 152 lb (69 kg) | 5 tháng 5 năm 1989   | Montréal                 | Calgary Inferno (CWHL)   |
| 35 | G      | Ann-Renée Desbiens      | 5 ft 9 in (1,75 m)  | 161 lb (73 kg) | 10 tháng 4 năm 1994  | La Malbaie, Quebec       | Đội tuyển quốc gia       |
| 40 | F      | Blayre Turnbull         | 5 ft 7 in (1,70 m)  | 159 lb (72 kg) | 15 tháng 7 năm 1993  | New Glasgow, Nova Scotia | Calgary Inferno (CWHL)   |

### Hoa Kỳ
Dưới đây là đội hình Hoa Kỳ tham dự giải khúc côn cầu trên băng nữ tại Thế vận hội Mùa đông 2018. 
Huấn luyện viên trưởng:  Robb Stauber     Trợ lý huấn luyện viên:  Brett Strot,  Paul Mara
| Số | Vị trí | Tên                         | Chiều cao           | Cân nặng       | Ngày sinh            | Câu lạc bộ               |
| -- | ------ | --------------------------- | ------------------- | -------------- | -------------------- | ------------------------ |
| 2  | D      | Lee Stecklein               | 6 ft 0 in (1,83 m)  | 174 lb (79 kg) | 23 tháng 4 năm 1994  | Đại học Minnesota        |
| 3  | D      | Cayla Barnes                | 5 ft 1 in (1,55 m)  | 146 lb (66 kg) | 7 tháng 1 năm 1999   | Boston College           |
| 5  | D      | Megan Keller                | 5 ft 11 in (1,80 m) | 161 lb (73 kg) | 1 tháng 5 năm 1996   | Boston College           |
| 6  | D      | Kali Flanagan               | 5 ft 4 in (1,63 m)  | 141 lb (64 kg) | 19 tháng 9 năm 1995  | Boston College           |
| 7  | F      | Monique Lamoureux-Morando   | 5 ft 6 in (1,68 m)  | 148 lb (67 kg) | 3 tháng 7 năm 1989   | Minnesota Whitecaps      |
| 8  | D      | Emily Pfalzer               | 5 ft 3 in (1,60 m)  | 126 lb (57 kg) | 14 tháng 6 năm 1993  | Buffalo Beauts           |
| 10 | F      | Meghan Duggan – C           | 5 ft 10 in (1,78 m) | 163 lb (74 kg) | 3 tháng 9 năm 1987   | Boston Pride             |
| 11 | F      | Haley Skarupa               | 5 ft 6 in (1,68 m)  | 141 lb (64 kg) | 3 tháng 1 năm 1994   | Boston Pride             |
| 12 | F      | Kelly Pannek                | 5 ft 8 in (1,73 m)  | 165 lb (75 kg) | 29 tháng 12 năm 1995 | Đại học Minnesota        |
| 14 | F      | Brianna Decker – A          | 5 ft 4 in (1,63 m)  | 150 lb (68 kg) | 13 tháng 5 năm 1991  | Boston Pride             |
| 17 | F      | Jocelyne Lamoureux-Davidson | 5 ft 6 in (1,68 m)  | 150 lb (68 kg) | 3 tháng 7 năm 1989   | Minnesota Whitecaps      |
| 19 | F      | Gigi Marvin                 | 5 ft 8 in (1,73 m)  | 159 lb (72 kg) | 7 tháng 3 năm 1987   | Boston Pride             |
| 20 | F      | Hannah Brandt               | 5 ft 6 in (1,68 m)  | 150 lb (68 kg) | 27 tháng 11 năm 1993 | Minnesota Whitecaps      |
| 21 | F      | Hilary Knight               | 5 ft 11 in (1,80 m) | 174 lb (79 kg) | 12 tháng 7 năm 1989  | Boston Pride             |
| 22 | D      | Kacey Bellamy – A           | 5 ft 7 in (1,70 m)  | 146 lb (66 kg) | 22 tháng 4 năm 1987  | Boston Pride             |
| 23 | D      | Sidney Morin                | 5 ft 5 in (1,65 m)  | 128 lb (58 kg) | 6 tháng 6 năm 1995   | Modo Hockey              |
| 24 | F      | Dani Cameranesi             | 5 ft 5 in (1,65 m)  | 148 lb (67 kg) | 30 tháng 6 năm 1995  | Đại học Minnesota        |
| 26 | F      | Kendall Coyne               | 5 ft 2 in (1,57 m)  | 123 lb (56 kg) | 25 tháng 5 năm 1992  | Minnesota Whitecaps      |
| 28 | F      | Amanda Kessel               | 5 ft 5 in (1,65 m)  | 137 lb (62 kg) | 28 tháng 8 năm 1991  | Metropolitan Riveters    |
| 29 | G      | Nicole Hensley              | 5 ft 7 in (1,70 m)  | 154 lb (70 kg) | 23 tháng 6 năm 1994  | Đại học Lindenwood       |
| 33 | G      | Alex Rigsby                 | 5 ft 7 in (1,70 m)  | 150 lb (68 kg) | 3 tháng 1 năm 1992   | Minnesota Whitecaps      |
| 35 | G      | Maddie Rooney               | 5 ft 5 in (1,65 m)  | 146 lb (66 kg) | 1 tháng 7 năm 1997   | Đại học Minnesota Duluth |
| 37 | F      | Amanda Pelkey               | 5 ft 3 in (1,60 m)  | 134 lb (61 kg) | 29 tháng 5 năm 1993  | Boston Pride             |

### Phần Lan
Dưới đây là đội hình Phần Lan tham dự giải khúc côn cầu trên băng nữ tại Thế vận hội Mùa đông 2018. 
Huấn luyện viên trưởng:  Pasi Mustonen     Trợ lý huấn luyện viên:  Juuso Toivola
| Số | Vị trí | Tên                   | Chiều cao          | Cân nặng       | Ngày sinh            | Nơi sinh          | Câu lạc bộ                |
| -- | ------ | --------------------- | ------------------ | -------------- | -------------------- | ----------------- | ------------------------- |
| 1  | G      | Eveliina Suonpää      | 1,74 m (5 ft 9 in) | 64 kg (141 lb) | 12 tháng 4 năm 1995  | Kiukainen         | Lukko (Liiga)             |
| 2  | D      | Isa Rahunen           | 1,65 m (5 ft 5 in) | 66 kg (146 lb) | 16 tháng 4 năm 1993  | Kuopio            | Kärpät (Liiga)            |
| 4  | D      | Rosa Lindstedt        | 1,86 m (6 ft 1 in) | 80 kg (180 lb) | 24 tháng 1 năm 1988  | Ylöjärvi          | HV71 (SDHL)               |
| 6  | D      | Jenni Hiirikoski – C  | 1,61 m (5 ft 3 in) | 62 kg (137 lb) | 30 tháng 3 năm 1987  | Lempäälä          | Luleå HF (SDHL)           |
| 7  | D      | Mira Jalosuo          | 1,84 m (6 ft 0 in) | 80 kg (180 lb) | 3 tháng 2 năm 1989   | Lieksa            | Kärpät (Liiga)            |
| 8  | D      | Ella Viitasuo         | 1,72 m (5 ft 8 in) | 66 kg (146 lb) | 27 tháng 5 năm 1996  | Lahti             | Blues (Liiga)             |
| 9  | F      | Venla Hovi            | 1,69 m (5 ft 7 in) | 67 kg (148 lb) | 28 tháng 10 năm 1987 | Tampere           | Đại học Manitoba (CWUAA)  |
| 10 | F      | Linda Välimäki        | 1,66 m (5 ft 5 in) | 72 kg (159 lb) | 31 tháng 5 năm 1990  | Ylöjärvi          | Ilves (Liiga)             |
| 11 | F      | Annina Rajahuhta      | 1,64 m (5 ft 5 in) | 69 kg (152 lb) | 8 tháng 3 năm 1989   | Helsinki          | Kunlun Red Star (CWHL)    |
| 13 | F      | Riikka Välilä – A     | 1,63 m (5 ft 4 in) | 60 kg (130 lb) | 12 tháng 6 năm 1973  | Jyväskylä         | HV71 (SDHL)               |
| 15 | D      | Minnamari Tuominen    | 1,65 m (5 ft 5 in) | 71 kg (157 lb) | 26 tháng 6 năm 1990  | Helsinki          | Blues (Liiga)             |
| 18 | G      | Meeri Räisänen        | 1,70 m (5 ft 7 in) | 62 kg (137 lb) | 2 tháng 12 năm 1989  | Tampere           | HPK (Liiga)               |
| 19 | F      | Petra Nieminen        | 1,69 m (5 ft 7 in) | 64 kg (141 lb) | 4 tháng 5 năm 1999   | Tampere           | Team Kuortane (Liiga)     |
| 22 | F      | Emma Nuutinen         | 1,76 m (5 ft 9 in) | 73 kg (161 lb) | 7 tháng 12 năm 1996  | Vantaa            | Đại học Mercyhurst (NCAA) |
| 23 | F      | Sanni Hakala          | 1,53 m (5 ft 0 in) | 56 kg (123 lb) | 31 tháng 10 năm 1997 | Jyväskylä         | HV71 (SDHL)               |
| 24 | F      | Noora Tulus           | 1,65 m (5 ft 5 in) | 67 kg (148 lb) | 15 tháng 8 năm 1995  | Vantaa            | Luleå HF (SDHL)           |
| 26 | F      | Sara Säkkinen         | 1,62 m (5 ft 4 in) | 61 kg (134 lb) | 7 tháng 4 năm 1998   | Tampere           | Team Kuortane (Liiga)     |
| 27 | F      | Saila Saari           | 1,70 m (5 ft 7 in) | 62 kg (137 lb) | 1 tháng 11 năm 1989  | Alavus            | Kärpät (Liiga)            |
| 33 | F      | Michelle Karvinen – A | 1,67 m (5 ft 6 in) | 70 kg (150 lb) | 27 tháng 3 năm 1990  | Rødovre, Đan Mạch | Luleå HF (SDHL)           |
| 41 | G      | Noora Räty            | 1,64 m (5 ft 5 in) | 65 kg (143 lb) | 29 tháng 5 năm 1989  | Espoo             | Kunlun Red Star (CWHL)    |
| 61 | F      | Tanja Niskanen        | 1,76 m (5 ft 9 in) | 69 kg (152 lb) | 9 tháng 11 năm 1992  | Juankoski         | KalPa (Liiga)             |
| 77 | F      | Susanna Tapani        | 1,75 m (5 ft 9 in) | 60 kg (130 lb) | 2 tháng 3 năm 1993   | Laitila           | Lukko (Liiga)             |
| 88 | D      | Ronja Savolainen      | 1,76 m (5 ft 9 in) | 70 kg (150 lb) | 29 tháng 11 năm 1997 | Helsinki          | Luleå HF (SDHL)           |

### Vận động viên Olympic từ Nga
Dưới đây là đội hình Vận động viên Olympic từ Nga tham dự giải khúc côn cầu trên băng nữ tại Thế vận hội Mùa đông 2018. 
Huấn luyện viên trưởng:  Alexei Chistyakov     Trợ lý huấn luyện viên:  Alexander Vedernikov
| Số | Vị trí | Tên                    | Chiều cao           | Cân nặng       | Ngày sinh            | Nơi sinh           | Câu lạc bộ                      |
| -- | ------ | ---------------------- | ------------------- | -------------- | -------------------- | ------------------ | ------------------------------- |
| 1  | G      | Valeria Tarakanova     | 1,83 m (6 ft 0 in)  | 89 kg (196 lb) | 20 tháng 6 năm 1998  | Zavolzhye          | SKIF Nizhny Novgorod (RWHL)     |
| 2  | D      | Angelina Goncharenko   | 1,78 m (5 ft 10 in) | 73 kg (161 lb) | 23 tháng 5 năm 1994  | Moskva             | HC Tornado (RWHL)               |
| 10 | F      | Liudmila Belyakova     | 1,70 m (5 ft 7 in)  | 65 kg (143 lb) | 12 tháng 8 năm 1994  | Moskva             | HC Tornado (RWHL)               |
| 11 | D      | Liana Ganeyeva         | 1,65 m (5 ft 5 in)  | 62 kg (137 lb) | 20 tháng 12 năm 1997 | Staroe Baisarovo   | Arktik-Universitet Ukhta (RWHL) |
| 12 | D      | Yekaterina Lobova      | 1,67 m (5 ft 6 in)  | 64 kg (141 lb) | 25 tháng 10 năm 1998 | Novosibirsk        | Biryusa Krasnoyarsk (RWHL)      |
| 13 | D      | Nina Pirogova          | 1,73 m (5 ft 8 in)  | 68 kg (150 lb) | 26 tháng 1 năm 1999  | Moskva             | HC Tornado (RWHL)               |
| 15 | F      | Valeria Pavlova        | 1,79 m (5 ft 10 in) | 82 kg (181 lb) | 15 tháng 4 năm 1995  | Tyumen             | Biryusa Krasnoyarsk (RWHL)      |
| 17 | F      | Fanuza Kadirova        | 1,62 m (5 ft 4 in)  | 58 kg (128 lb) | 6 tháng 4 năm 1998   | Kukmor             | Arktik-Universitet Ukhta (RWHL) |
| 18 | F      | Olga Sosina – C        | 1,63 m (5 ft 4 in)  | 75 kg (165 lb) | 27 tháng 7 năm 1992  | Almetyevsk         | Agidel Ufa (RWHL)               |
| 22 | D      | Maria Batalova – A     | 1,73 m (5 ft 8 in)  | 67 kg (148 lb) | 3 tháng 5 năm 1996   |                    | HC Tornado (RWHL)               |
| 28 | F      | Diana Kanayeva         | 1,72 m (5 ft 8 in)  | 63 kg (139 lb) | 27 tháng 3 năm 1997  | Naberezhnye Chelny | Dynamo St. Petersburg (RWHL)    |
| 31 | G      | Nadezhda Alexandrova   | 1,72 m (5 ft 8 in)  | 63 kg (139 lb) | 3 tháng 1 năm 1986   | Moskva, Liên Xô    | HC Tornado (RWHL)               |
| 34 | D      | Svetlana Tkacheva      | 1,69 m (5 ft 7 in)  | 56 kg (123 lb) | 3 tháng 11 năm 1984  | Moskva, Liên Xô    | HC Tornado (RWHL)               |
| 43 | F      | Yekaterina Likhachyova | 1,71 m (5 ft 7 in)  | 63 kg (139 lb) | 24 tháng 8 năm 1998  | Kirovo-Chepetsk    | SKIF Nizhni Novgorod (RWHL)     |
| 44 | F      | Alyona Starovoitova    | 1,73 m (5 ft 8 in)  | 67 kg (148 lb) | 22 tháng 10 năm 1999 | Moskva             | HC Tornado (RWHL)               |
| 59 | F      | Yelena Dergachyova – A | 1,59 m (5 ft 3 in)  | 55 kg (121 lb) | 8 tháng 11 năm 1995  | Moskva             | HC Tornado (RWHL)               |
| 68 | F      | Alevtina Shtaryova     | 1,73 m (5 ft 8 in)  | 67 kg (148 lb) | 9 tháng 2 năm 1997   | Moskva             | HC Tornado                      |
| 73 | F      | Viktoria Kulishova     | 1,70 m (5 ft 7 in)  | 60 kg (132 lb) | 12 tháng 8 năm 1999  | Tyumen             | SKIF Nizhny Novgorod (RWHL)     |
| 76 | D      | Yekaterina Nikolayeva  | 1,67 m (5 ft 6 in)  | 65 kg (143 lb) | 5 tháng 10 năm 1995  | Saratov            | Dynamo St. Petersburg (RWHL)    |
| 88 | F      | Yekaterina Smolina     | 1,62 m (5 ft 4 in)  | 62 kg (137 lb) | 8 tháng 10 năm 1988  | Öskemen, Liên Xô   | Dynamo St. Petersburg (RWHL)    |
| 92 | G      | Nadezhda Morozova      | 1,70 m (5 ft 7 in)  | 85 kg (187 lb) | 29 tháng 11 năm 1996 | Moskva             | Biryusa Krasnoyarsk (RWHL)      |
| 94 | F      | Yevgenia Dyupina       | 1,71 m (5 ft 7 in)  | 62 kg (137 lb) | 30 tháng 6 năm 1994  | Glazov             | Dynamo St. Petersburg (RWHL)    |
| 97 | F      | Anna Shokhina          | 1,70 m (5 ft 7 in)  | 69 kg (152 lb) | 23 tháng 6 năm 1997  | Novosinkovo        | HC Tornado (RWHL)               |

## Bảng B

### Nhật Bản
Dưới đây là đội hình Nhật Bản tham dự giải khúc côn cầu trên băng nữ tại Thế vận hội Mùa đông 2018. 
Huấn luyện viên trưởng:  Takeshi Yamanaka     Trợ lý huấn luyện viên:  Yuji Iizuka,  Masahito Haruna
| Số | Vị trí | Tên                  | Chiều cao          | Cân nặng       | Ngày sinh            | Câu lạc bộ             |
| -- | ------ | -------------------- | ------------------ | -------------- | -------------------- | ---------------------- |
| 1  | G      | Nana Fujimoto        | 1,64 m (5 ft 5 in) | 56 kg (123 lb) | 3 tháng 3 năm 1989   | Vortex Sapporo         |
| 2  | D      | Shiori Koike         | 1,59 m (5 ft 3 in) | 52 kg (115 lb) | 21 tháng 3 năm 1993  | DK Peregrine           |
| 4  | D      | Ayaka Toko           | 1,61 m (5 ft 3 in) | 58 kg (128 lb) | 22 tháng 8 năm 1994  | Seibu Princess Rabbits |
| 6  | D      | Sena Suzuki – A      | 1,67 m (5 ft 6 in) | 58 kg (128 lb) | 4 tháng 8 năm 1991   | Seibu Princess Rabbits |
| 7  | D      | Mika Hori            | 1,63 m (5 ft 4 in) | 54 kg (119 lb) | 17 tháng 2 năm 1992  | Toyota Cygnus          |
| 8  | D      | Akane Hosoyamada – A | 1,63 m (5 ft 4 in) | 59 kg (130 lb) | 9 tháng 3 năm 1992   | DK Peregrine           |
| 9  | D      | Aina Takeuchi        | 1,67 m (5 ft 6 in) | 65 kg (143 lb) | 16 tháng 8 năm 1991  | Daishin                |
| 10 | F      | Haruna Yoneyama      | 1,60 m (5 ft 3 in) | 55 kg (121 lb) | 7 tháng 11 năm 1991  | DK Peregrine           |
| 11 | F      | Yurie Adachi         | 1,55 m (5 ft 1 in) | 51 kg (112 lb) | 26 tháng 4 năm 1985  | Seibu Princess Rabbits |
| 12 | F      | Chiho Osawa – C      | 1,62 m (5 ft 4 in) | 63 kg (139 lb) | 10 tháng 2 năm 1992  | DK Peregrine           |
| 13 | F      | Moeko Fujimoto       | 1,55 m (5 ft 1 in) | 55 kg (121 lb) | 5 tháng 8 năm 1992   | Toyota Cygnus          |
| 14 | F      | Haruka Toko          | 1,67 m (5 ft 6 in) | 64 kg (141 lb) | 16 tháng 3 năm 1997  | Seibu Princess Rabbits |
| 15 | F      | Rui Ukita            | 1,69 m (5 ft 7 in) | 71 kg (157 lb) | 6 tháng 6 năm 1996   | Daishin                |
| 16 | F      | Naho Terashima       | 1,57 m (5 ft 2 in) | 58 kg (128 lb) | 2 tháng 5 năm 1993   | Daishin                |
| 18 | F      | Suzuka Taka          | 1,60 m (5 ft 3 in) | 51 kg (112 lb) | 16 tháng 10 năm 1996 | DK Peregrine           |
| 19 | F      | Miho Shishiuchi      | 1,64 m (5 ft 5 in) | 59 kg (130 lb) | 21 tháng 8 năm 1992  | Toyota Cygnus          |
| 21 | F      | Hanae Kubo           | 1,68 m (5 ft 6 in) | 64 kg (141 lb) | 10 tháng 12 năm 1982 | Seibu Princess Rabbits |
| 22 | F      | Tomomi Iwahara       | 1,61 m (5 ft 3 in) | 58 kg (128 lb) | 19 tháng 12 năm 1987 | Seibu Princess Rabbits |
| 23 | F      | Ami Nakamura         | 1,62 m (5 ft 4 in) | 64 kg (141 lb) | 15 tháng 11 năm 1987 | Seibu Princess Rabbits |
| 27 | F      | Shoko Ono            | 1,58 m (5 ft 2 in) | 59 kg (130 lb) | 5 tháng 9 năm 1981   | FTS Mikage Gretz       |
| 28 | D      | Aoi Shiga            | 1,65 m (5 ft 5 in) | 57 kg (126 lb) | 4 tháng 7 năm 1999   | Obihiro Ladies         |
| 29 | G      | Mai Kondo            | 1,66 m (5 ft 5 in) | 56 kg (123 lb) | 4 tháng 4 năm 1992   | FTS Mikage Gretz       |
| 30 | G      | Akane Konishi        | 1,66 m (5 ft 5 in) | 61 kg (134 lb) | 14 tháng 8 năm 1995  | Seibu Princess Rabbits |

### Thụy Điển
Dưới đây là đội hình Thụy Điển tham dự giải khúc côn cầu trên băng nữ tại Thế vận hội Mùa đông 2018. 
Huấn luyện viên trưởng:  Leif Boork     Trợ lý huấn luyện viên:  Alexandra Cipparone,  Jared Cipparone
| Số | Vị trí | Tên                  | Chiều cao          | Cân nặng       | Ngày sinh            | Nơi sinh     | Câu lạc bộ            |
| -- | ------ | -------------------- | ------------------ | -------------- | -------------------- | ------------ | --------------------- |
| 1  | G      | Sara Grahn           | 1,70 m (5 ft 7 in) | 70 kg (150 lb) | 25 tháng 9 năm 1988  | Örebro       | Brynäs IF (SWHL)      |
| 2  | D      | Emmy Alasalmi        | 1,61 m (5 ft 3 in) | 65 kg (143 lb) | 17 tháng 1 năm 1994  | Stockholm    | AIK IF (SWHL)         |
| 5  | D      | Johanna Fällman      | 1,73 m (5 ft 8 in) | 71 kg (157 lb) | 21 tháng 6 năm 1990  | Luleå        | Luleå HF (SWHL)       |
| 6  | F      | Sara Hjalmarsson     | 1,76 m (5 ft 9 in) | 74 kg (163 lb) | 8 tháng 2 năm 1998   | Bankeryd     | AIK IF (SWHL)         |
| 7  | D      | Johanna Olofsson     | 1,69 m (5 ft 7 in) | 69 kg (152 lb) | 13 tháng 7 năm 1991  | Storuman     | Modo Hockey (SWHL)    |
| 8  | D      | Annie Svedin         | 1,63 m (5 ft 4 in) | 67 kg (148 lb) | 12 tháng 10 năm 1991 | Sundsvall    | Modo Hockey (SWHL)    |
| 10 | D      | Emilia Ramboldt – C  | 1,75 m (5 ft 9 in) | 74 kg (163 lb) | 31 tháng 8 năm 1988  | Stockholm    | Linköpings HC (SWHL)  |
| 12 | D      | Maja Nylén Persson   | 1,64 m (5 ft 5 in) | 65 kg (143 lb) | 20 tháng 11 năm 2000 | Avesta       | Leksands IF (SWHL)    |
| 13 | D      | Elin Lundberg        | 1,63 m (5 ft 4 in) | 69 kg (152 lb) | 15 tháng 5 năm 1993  | Karlstad     | Leksands IF (SWHL)    |
| 14 | F      | Sabina Küller        | 1,75 m (5 ft 9 in) | 73 kg (161 lb) | 22 tháng 9 năm 1994  | Norrtälje    | AIK IF (SWHL)         |
| 15 | F      | Lisa Johansson       | 1,61 m (5 ft 3 in) | 58 kg (128 lb) | 11 tháng 4 năm 1992  | Nybro        | AIK IF (SWHL)         |
| 16 | F      | Pernilla Winberg – A | 1,65 m (5 ft 5 in) | 64 kg (141 lb) | 24 tháng 2 năm 1989  | Limhamn      | Linköpings HC (SWHL)  |
| 18 | F      | Anna Borgqvist – A   | 1,63 m (5 ft 4 in) | 63 kg (139 lb) | 11 tháng 6 năm 1992  | Växjö        | Brynäs IF (SWHL)      |
| 19 | F      | Maria Lindh          | 1,73 m (5 ft 8 in) | 63 kg (139 lb) | 29 tháng 9 năm 1993  | Stockholm    | Djurgårdens IF (SWHL) |
| 20 | F      | Fanny Rask           | 1,68 m (5 ft 6 in) | 65 kg (143 lb) | 21 tháng 5 năm 1991  | Leksand      | HV 71 (SWHL)          |
| 21 | F      | Erica Udén Johansson | 1,71 m (5 ft 7 in) | 70 kg (150 lb) | 20 tháng 7 năm 1989  | Sundsvall    | Brynäs IF (SWHL)      |
| 23 | F      | Rebecca Stenberg     | 1,65 m (5 ft 5 in) | 60 kg (130 lb) | 18 tháng 9 năm 1992  | Piteå        | Luleå HF (SWHL)       |
| 24 | F      | Erika Grahm          | 1,75 m (5 ft 9 in) | 77 kg (170 lb) | 26 tháng 1 năm 1991  | Kramfors     | Modo Hockey (SWHL)    |
| 26 | F      | Hanna Olsson         | 1,72 m (5 ft 8 in) | 68 kg (150 lb) | 20 tháng 1 năm 1999  | Hälsö        | Djurgårdens IF (SWHL) |
| 27 | F      | Emma Nordin          | 1,68 m (5 ft 6 in) | 72 kg (159 lb) | 22 tháng 3 năm 1991  | Örnsköldsvik | Luleå HF (SWHL)       |
| 29 | F      | Olivia Carlsson      | 1,74 m (5 ft 9 in) | 71 kg (157 lb) | 2 tháng 3 năm 1995   | Karlstad     | Modo Hockey (SWHL)    |
| 30 | G      | Minatsu Murase       | 1,68 m (5 ft 6 in) | 62 kg (137 lb) | 23 tháng 6 năm 1995  | Stockholm    | AIK IF (SWHL)         |
| 35 | G      | Sarah Berglind       | 1,63 m (5 ft 4 in) | 63 kg (139 lb) | 10 tháng 2 năm 1996  | Östersund    | Modo Hockey (SWHL)    |

### Thụy Sĩ
Dưới đây là đội hình Thụy Sĩ tham dự giải khúc côn cầu trên băng nữ tại Thế vận hội Mùa đông 2018. 
Huấn luyện viên trưởng:  Daniela Diaz     Trợ lý huấn luyện viên:  Angela Frautschi,  Steve Huard
| Số | Vị trí | Tên                 | Chiều cao          | Cân nặng       | Ngày sinh            | Nơi sinh         | Câu lạc bộ                     |
| -- | ------ | ------------------- | ------------------ | -------------- | -------------------- | ---------------- | ------------------------------ |
| 1  | G      | Janine Alder        | 1,65 m (5 ft 5 in) | 55 kg (121 lb) | 5 tháng 7 năm 1995   | Urnäsch          | St. Cloud State Huskies (WCHA) |
| 3  | F      | Sarah Forster       | 1,69 m (5 ft 7 in) | 64 kg (141 lb) | 19 tháng 5 năm 1993  | Berneck          | EV Bomo Thun (SWHL A)          |
| 7  | F      | Lara Stalder – A    | 1,67 m (5 ft 6 in) | 65 kg (143 lb) | 15 tháng 5 năm 1994  | Luzern           | Linköpings HC (SWHL)           |
| 8  | D      | Nicole Gass         | 1,72 m (5 ft 8 in) | 70 kg (150 lb) | 18 tháng 8 năm 1993  | Zürich           | ZSC Lions (SWHL A)             |
| 9  | D      | Shannon Sigrist     | 1,69 m (5 ft 7 in) | 64 kg (141 lb) | 20 tháng 4 năm 1999  | Hombrechtikon    | ZSC Lions (SWHL A)             |
| 11 | D      | Sabrina Zollinger   | 1,65 m (5 ft 5 in) | 63 kg (139 lb) | 27 tháng 3 năm 1993  | Zürich           | HV71 (SWHL)                    |
| 12 | F      | Lisa Rüedi          | 1,67 m (5 ft 6 in) | 66 kg (146 lb) | 3 tháng 11 năm 2000  | Thusis           | GCK Lions (SWHL B)             |
| 13 | F      | Sara Benz           | 1,65 m (5 ft 5 in) | 58 kg (128 lb) | 25 tháng 8 năm 1992  | Zürich           | ZSC Lions (SWHL A)             |
| 14 | F      | Evelina Raselli – A | 1,69 m (5 ft 7 in) | 63 kg (139 lb) | 3 tháng 5 năm 1992   | Poschiavo        | HC Lugano (SWHL A)             |
| 15 | F      | Monika Waidacher    | 1,73 m (5 ft 8 in) | 68 kg (150 lb) | 9 tháng 7 năm 1990   | Zürich           | ZSC Lions (SWHL A)             |
| 16 | F      | Nina Waidacher      | 1,69 m (5 ft 7 in) | 61 kg (134 lb) | 23 tháng 8 năm 1995  | Arosa            | ZSC Lions (SWHL A)             |
| 18 | F      | Tess Allemann       | 1,68 m (5 ft 6 in) | 63 kg (139 lb) | 7 tháng 4 năm 1998   | Farnern          | EV Bomo Thun (SWHL A)          |
| 19 | D      | Christine Meier     | 1,69 m (5 ft 7 in) | 69 kg (152 lb) | 12 tháng 2 năm 1986  | Zürich           | ZSC Lions (SWHL A)             |
| 21 | D      | Laura Benz          | 1,72 m (5 ft 8 in) | 63 kg (139 lb) | 25 tháng 8 năm 1992  | Zürich           | ZSC Lions (SWHL A)             |
| 22 | D      | Livia Altmann – C   | 1,65 m (5 ft 5 in) | 65 kg (143 lb) | 13 tháng 12 năm 1994 | Chur             | Colgate Raiders (ECAC)         |
| 23 | D      | Nicole Bullo        | 1,60 m (5 ft 3 in) | 54 kg (119 lb) | 18 tháng 7 năm 1987  | Bellinzona       | HC Lugano (SWHL A)             |
| 24 | F      | Isabel Waidacher    | 1,62 m (5 ft 4 in) | 56 kg (123 lb) | 25 tháng 7 năm 1994  | Arosa            | ZSC Lions (SWHL A)             |
| 25 | F      | Alina Müller        | 1,67 m (5 ft 6 in) | 62 kg (137 lb) | 12 tháng 3 năm 1998  | Lengnau, Aargau  | ZSC Lions (NL)                 |
| 26 | F      | Dominique Rüegg     | 1,72 m (5 ft 8 in) | 70 kg (150 lb) | 5 tháng 2 năm 1996   | St. Gallenkappel | ZSC Lions (SWHL A)             |
| 27 | D      | Stefanie Wetli      | 1,73 m (5 ft 8 in) | 57 kg (126 lb) | 4 tháng 2 năm 2000   | Winterthur       | EHC Winterthur                 |
| 31 | G      | Andrea Brändli      | 1,69 m (5 ft 7 in) | 70 kg (150 lb) | 5 tháng 6 năm 1997   | Wald             | EHC Schaffhausen (SWHL C)      |
| 41 | G      | Florence Schelling  | 1,75 m (5 ft 9 in) | 65 kg (143 lb) | 9 tháng 3 năm 1989   | Zürich           | Linköpings HC (SWHL)           |
| 88 | F      | Phoebe Stänz        | 1,63 m (5 ft 4 in) | 62 kg (137 lb) | 7 tháng 1 năm 1994   | Zetzwil          | SDE Hockey (SWHL)              |

### Triều Tiên
Dưới đây là đội hình Hàn Quốc/Bắc Triều Tiên tham dự giải khúc côn cầu trên băng nữ tại Thế vận hội Mùa đông 2018.
Huấn luyện viên trưởng:  Sarah Murray     Trợ lý huấn luyện viên:  Kim Do-yun,  Pak Chol-ho,  Rebecca Baker
| Số | Vị trí | Tên                | Chiều cao       | Cân nặng       | Ngày sinh            | Câu lạc bộ   |
| -- | ------ | ------------------ | --------------- | -------------- | -------------------- | ------------ |
| 1  | G      | Genevieve Knowles  | 1,60 m (5,2 ft) | 60 kg (130 lb) | 25 tháng 4 năm 2000  | Phoenix      |
| 2  | F      | Ko Hye-in          | 1,63 m (5,3 ft) | 68 kg (150 lb) | 18 tháng 7 năm 1994  | Ice Avengers |
| 3  | D      | Eom Su-yeon        | 1,68 m (5,5 ft) | 60 kg (130 lb) | 1 tháng 2 năm 2001   | Ice Avengers |
| 4  | F      | Kim Un-hyang       | 1,57 m (5,2 ft) | 59 kg (130 lb) | 10 tháng 12 năm 1992 | Kanggye      |
| 5  | F      | Caroline Park      | 1,59 m (5,2 ft) | 56 kg (123 lb) | 18 tháng 11 năm 1989 | Phoenix      |
| 6  | F      | Choi Yu-jung       | 1,56 m (5,1 ft) | 56 kg (123 lb) | 27 tháng 3 năm 2000  | Ice Beat     |
| 7  | F      | Danelle Im         | 1,62 m (5,3 ft) | 55 kg (121 lb) | 21 tháng 1 năm 1993  | Phoenix      |
| 8  | D      | Kim Se-lin         | 1,56 m (5,1 ft) | 60 kg (130 lb) | 3 tháng 4 năm 2000   | Ice Avengers |
| 9  | F      | Park Jong-ah – C   | 1,60 m (5,2 ft) | 59 kg (130 lb) | 13 tháng 6 năm 1996  | Ice Avengers |
| 10 | F      | Choi Ji-yeon       | 1,59 m (5,2 ft) | 52 kg (115 lb) | 21 tháng 8 năm 1998  | Ice Avengers |
| 11 | D      | Park Ye-eun        | 1,62 m (5,3 ft) | 54 kg (119 lb) | 28 tháng 5 năm 1996  | Ice Beat     |
| 12 | F      | Kim Hee-won        | 1,64 m (5,4 ft) | 55 kg (121 lb) | 1 tháng 8 năm 2001   | Ice Avengers |
| 13 | F      | Lee Eun-ji         | 1,54 m (5,1 ft) | 48 kg (106 lb) | 8 tháng 3 năm 2001   | Phoenix      |
| 14 | F      | Ryo Song-hui       | 1,57 m (5,2 ft) | 61 kg (134 lb) | 15 tháng 1 năm 1994  | Taesongsan   |
| 15 | D      | Park Chae-lin      | 1,58 m (5,2 ft) | 52 kg (115 lb) | 17 tháng 12 năm 1998 | Ice Beat     |
| 16 | F      | Jo Su-sie – A      | 1,62 m (5,3 ft) | 55 kg (121 lb) | 9 tháng 9 năm 1994   | Ice Beat     |
| 17 | F      | Han Soo-jin        | 1,69 m (5,5 ft) | 63 kg (139 lb) | 22 tháng 9 năm 1987  | Ice Beat     |
| 18 | F      | Kim Un-jong        | 1,56 m (5,1 ft) | 63 kg (139 lb) | 28 tháng 10 năm 1992 | Taesongsan   |
| 20 | G      | Han Do-hee         | 1,59 m (5,2 ft) | 60 kg (130 lb) | 16 tháng 11 năm 1994 | Ice Avengers |
| 21 | F      | Lee Yeon-jeong     | 1,60 m (5,2 ft) | 52 kg (115 lb) | 2 tháng 11 năm 1994  | Ice Beat     |
| 22 | F      | Jung Si-yun        | 1,71 m (5,6 ft) | 64 kg (141 lb) | 8 tháng 9 năm 2000   | Ice Avengers |
| 23 | D      | Park Yoon-jung – A | 1,71 m (5,6 ft) | 65 kg (143 lb) | 18 tháng 12 năm 1992 | Phoenix      |
| 24 | D      | Cho Mi-hwan        | 1,60 m (5,2 ft) | 58 kg (128 lb) | 30 tháng 3 năm 1995  | Ice Avengers |
| 25 | G      | Ri Pom             | 1,63 m (5,3 ft) | 62 kg (137 lb) | 28 tháng 5 năm 1995  | Sajabong     |
| 26 | F      | Kim Hyang-mi       | 1,62 m (5,3 ft) | 72 kg (159 lb) | 10 tháng 2 năm 1995  | Taesongsan   |
| 27 | F      | Jong Su-hyon       | 1,60 m (5,2 ft) | 58 kg (128 lb) | 10 tháng 10 năm 1996 | Taesongsan   |
| 29 | F      | Lee Jin-gyu        | 1,63 m (5,3 ft) | 59 kg (130 lb) | 13 tháng 1 năm 2000  | Phoenix      |
| 31 | G      | Shin So-jung       | 1,65 m (5,4 ft) | 63 kg (139 lb) | 4 tháng 3 năm 1990   | Ice Beat     |
| 32 | D      | Jin Ok             | 1,58 m (5,2 ft) | 56 kg (123 lb) | 28 tháng 1 năm 1990  | Kanggye      |
| 33 | F      | Choe Un-gyong      | 1,52 m (5,0 ft) | 52 kg (115 lb) | 29 tháng 1 năm 1994  | Susan        |
| 37 | F      | Randi Griffin      | 1,65 m (5,4 ft) | 58 kg (128 lb) | 2 tháng 9 năm 1988   | Phoenix      |
| 39 | F      | Hwang Chung-gum    | 1,63 m (5,3 ft) | 59 kg (130 lb) | 11 tháng 9 năm 1995  | Taesongsan   |
| 41 | D      | Hwang Sol-gyong    | 1,60 m (5,2 ft) | 60 kg (130 lb) | 9 tháng 1 năm 1997   | Jangjasan    |
| 42 | D      | Ryu Su-jong        | 1,60 m (5,2 ft) | 59 kg (130 lb) | 24 tháng 7 năm 1995  | Kimchaek     |
| 47 | D      | Choe Jong-hui      | 1,58 m (5,2 ft) | 62 kg (137 lb) | 12 tháng 12 năm 1991 | Kimchaek     |